# Walter Haummer
Walter Haummer (22. november 1928 - 5. oktober 2008) var en østrigsk fodboldspiller (angriber).
Haummer spillede i en årrække for Wacker Wien fra Mödling. Han spillede desuden 16 kampe og scorede fire mål for det østrigske landshold. Han var en del af den østrigske trup til VM 1954 i Schweiz, men kom dog ikke på banen i turneringen, hvor østrigerne vandt bronze.